# Implante facial
Implante facial é um procedimento médico da cirurgia estética ou reconstrutiva que visa modificar as várias estruturas do contorno facial, como os ossos malares, mento, zigomático, ou mesmo as orelhas e o dorso nasal. Para tal são usados elastômeros de silicone com grau alto de compatibilidade biológica e dureza variável, dependendo da destinação.

## Principais tipos
- Dorso nasal – usado na reconstrução ou redimensionamento do dorso do nariz.
- Implante em “L” – implantes estéticos para narizes negróides ou asiáticos.
- Malar – usado para corrigir má formação facial ou para melhoria estética.
- Mento – usado para corrigir o micrognatismo (ausência de queixo)[1][2]
- Orelha – usado para substituir total ou parcialmente a estrutura natural da orelha em casos de otoplastias.
- Suspensor palpebral – indicado para casos e “ptose palpebral severa” (quando o músculo que eleva a pálpebra superior não tem força suficiente para desempenhar sua função).
- Zigomático – indicado para reconstituir o zigoma.

## Possíveis efeitos colaterais
Embora raros, alguns efeitos colaterais podem ocorrer, entre os quais:
- Assimetria – em virtude da escolha inadequada do implante ou da técnica cirúrgica.
- Calcificações – ocorrências de origem desconhecida, reflexo da reposta do corpo a um elemento estranho.
- Comprometimento de nervo – acontecimento raro, contudo grave. Pode ocorrer uma diminuição temporária ou permanente da sensibilidade e mobilidade.
- Contratura capsular – ocorre quando o corpo cria uma cápsula de tecido fibroso em volta do implante. Pode resultar em dureza da área, deslocamento, desconforto ou até dor.
- Deformidade – pode haver deformidades nos tecidos moles das partes que envolvem o implante, mais comum em implantes de mento em virtude dos músculos fortes da área. Após a retirada do implante pode ocorrer a ptose do queixo, aparecimento de covinhas ou movimentação assimétrica do lábio inferior.
- Deslocamento – gerando desconforto e assimetria. Pode estar ligado a um trauma físico, hematoma (ou seroma) ou mesmo à técnica operatória usada no implante.
- Dor – como em qualquer operação cirúrgica invasiva pode ocorrer dor e sensibilidade de graus variáveis. As dimensões do implante, má colocação ou técnica cirúrgica, podem favorecer esse sintoma. Pode estar associada ao aprisionamento do nervo ou interferência na movimentação do músculo.
- Erosão – há a possibilidade de ocorrência de erosão do osso subjacente. No caso do implante do mento, esse evento, em casos graves, pode comprometer as raízes e alguns dentes e o osso alveolar, exigindo uma revisão cirúrgica.
- Hematoma – pode gerar infecção ou aumento de fibrose se não removido. Uma hemostasia bem feita evita o problema.
- Infecção – embora rara, pode ocorrer se houver contaminação por falta de assepsia durante ou após a cirurgia. O tamponamento nasal pós-rinoplastia pode causar a "Síndrome do choque tóxico".
- Necrose da pele – resultado da tensão da pele e inviabilização da vascularização sanguínea em virtude da presença do implante.
- Resposta imunológica – embora não haja comprovação científica, há suspeitas de que o implante possa desencadear essa manifestação do corpo em casos raros.
- Seroma – este sintoma pode vir acompanhado de inchaço e dor, que podem regredir com repouso, imobilização da área e compressas. Em casos extremos, há a necessidade de remoção do implante cirurgicamente.

## Contraindicações
As infecções são uma forte contraindicação para qualquer procedimento de implante cirúrgico. Outros fatores importantes são as histórias recentes de abcessos ou tumores na área – em particular em virtude de metástase de câncer -, instabilidade psicológica do paciente, histórico de sensibilidade a corpos estranhos, alergias severas, doença fibrocística avançada, diabetes, tabagismo, doença autoimune, coagulopatia, problemas pulmonares ou cardíacos, entre outros.